# 卡洛斯四世
卡洛斯四世（西班牙語：Carlos IV，全名：卡洛斯·安东尼奥·帕斯夸尔·弗朗西斯科·哈维尔·胡安·内博姆森诺·何塞·罕努阿里奥·塞拉芬·蒂亚戈·德·波旁-萨克森，1748年11月11日—1819年1月20日），波旁王朝的西班牙国王（1788年-1808年在位），綽號為狩獵王。目光短浅、听信佞臣的庸人。由于他的一系列错误决策，使西班牙遭到巨大危机。

## 生平
卡洛斯四世为西班牙国王卡洛斯三世之子，父王去世后继承王位。在他统治时期，西班牙的政权实际上落到其妻帕爾馬的瑪麗亞·路易莎和首相曼努埃尔·德·戈多伊手里。这些人对西班牙的对外政策产生了极为可悲的影响。
法国大革命爆发后，在戈多伊和其他宠臣的怂恿下，卡洛斯四世让西班牙卷入了灾难性的反对革命的法国的战争。在遭到惨败后，西班牙被迫割让她在北美的殖民地路易斯安那（1800年）。更为严重的是，西班牙被迫于1796年8月18日与法国结盟，结果成为拿破仑反对英国的工具，在与英国的战争中受到更大的损失。1805年，西班牙海军在特拉法尔加海战中被纳尔逊勋爵率领的英国海军全歼。
1807年拿破仑入侵西班牙，使卡洛斯四世实际成为傀儡。1808年，西班牙发生人民起义推翻了佞臣戈多伊，卡洛斯四世被迫于当年3月19日宣布禪位给其子斐迪南七世。拿破仑利用此一形势，乘機迫使斐迪南七世逊位，改立其兄约瑟夫·波拿巴为西班牙国王。
卡洛斯四世流亡法国，后来定居于罗马直到去世。

## 家庭与子女
1765年他娶堂妹帕爾馬的瑪麗亞·路易莎（1751年~1819年），育有8子6女：

### 王子
- 卡洛斯·克莱门特（1771年~1774年），夭折。
- 卡洛斯·多明哥（1780年~1783年），夭折。
- 卡洛斯·法蘭西斯科（1783年~1784年），夭折。
- 費利佩·法蘭西斯科（1783年~1784年），夭折。
- 费尔南多七世（1784年~1833年），西班牙國王。
- 卡洛斯·馬利亞·伊希德羅（1788年~1855年），莫利纳伯爵。斐迪南七世去世後自称卡洛斯五世，反对侄女伊莎贝拉二世登位。先后和儿子发动两次内战，均以失败告终。
- 费利佩·馬利亞（1792年~1794年），夭折。
- 法蘭西斯科·德·保拉（1794年~1865年），儿子法蘭西斯科是伊莎贝拉二世的丈夫。

### 王女
- 卡洛塔·若阿金娜（1775年~1830年），嫁給葡萄牙國王約翰六世（1767年~1826年）。
- 玛丽亚·路易莎（1777年~1782年），夭折。
- 瑪麗亞·艾瑪莉亞（1779年~1798年），1795年嫁给叔父安东尼奥（1755年~1817年）。
- 瑪麗亞·路易莎（1782年~1824年），1795年嫁給表哥帕尔马的路德維科（1773年~1803年），后成为卢卡女公爵。
- 玛丽亚·伊莎贝尔（1789年~1848年），嫁两西西里国王法蘭西斯科一世（1777年~1830年）。
- 玛丽亚·特蕾莎（1791年~1794年），夭折。

1. ↑  方真真、方淑如 <西班牙史> P135起